# Mi piace molto
Mi piace molto è un singolo del cantante italiano Aiello, pubblicato il 26 maggio 2023 come quarto estratto dal terzo album in studio Romantico.

## Video musicale
Il videoclip del brano, diretto da Shipmate, è stato pubblicato il 30 maggio 2023 sul canale YouTube di Aiello.